# Dia da Promessa

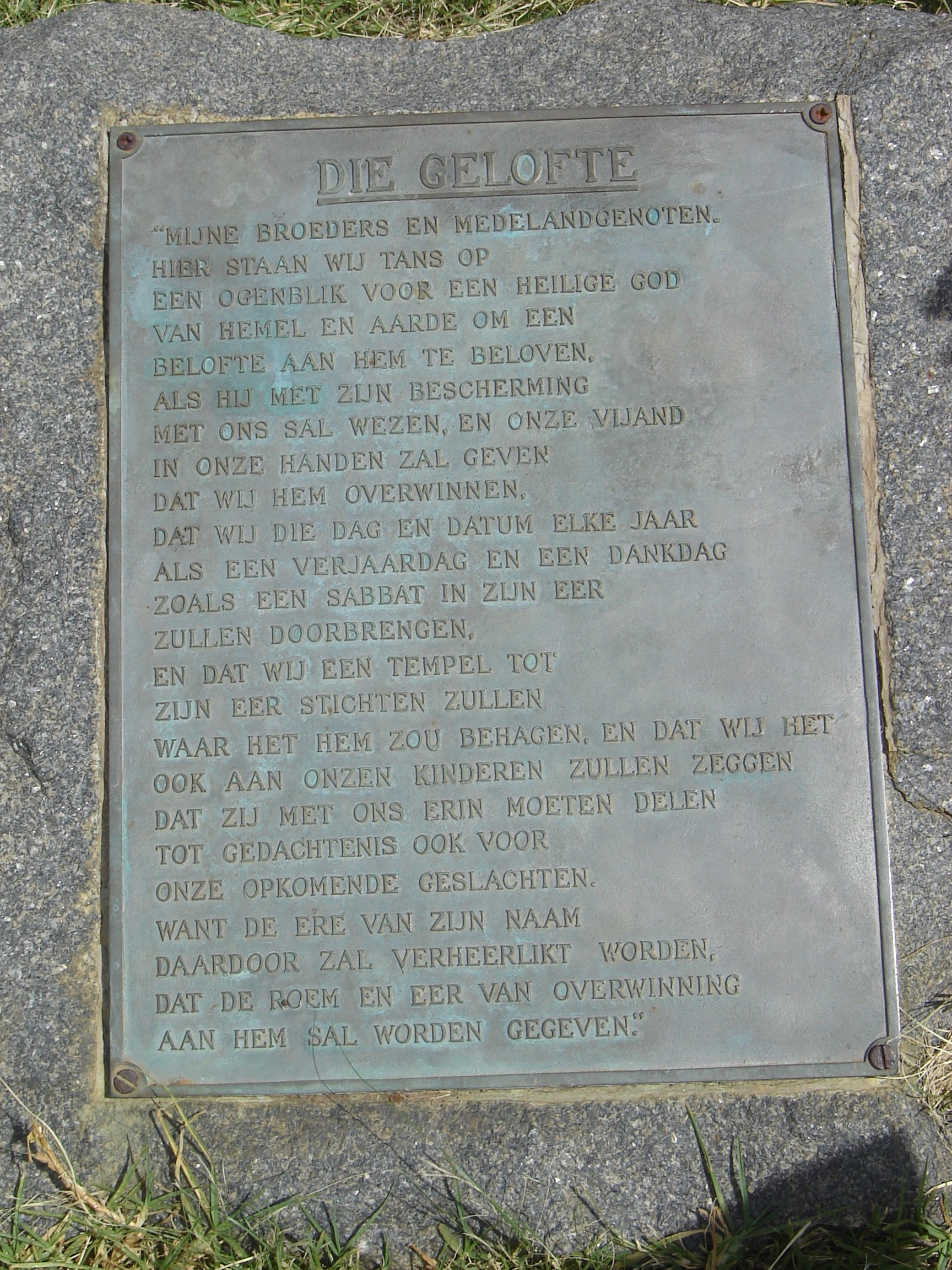
Placa comemorativa localizada aproximadamente onde ficou o laager durante a Batalha do Rio de Sangue, com die Gelofte - "a Promessa" - inscrita nela.

O Dia da Promessa (em africâner Geloftedag ou Dingaansdag; em inglês Day of the Vow) foi um feriado público religioso na África do Sul, comemorado a 16 de dezembro, em vigor até 1994, quando foi substituído pelo Dia da Reconciliação. O feriado celebra uma famosa vitória dos bôeres sobre os zulus, e sua comemoração está intimamente ligada a diversos aspectos do nacionalismo africâner.